# 莫拉什
莫拉什（法語：Moraches，法語發音：[mɔʁaʃ]）是法国涅夫勒省的一个市镇，属于克拉姆西区。

## 地理
莫拉什（47°16'46"N, 3°32'54"E）面积14.9 平方千米，位于法国勃艮第-弗朗什-孔泰大區涅夫勒省，该省份为法国中部省份，北至约讷省，西北接卢瓦雷省，西接谢尔省，南至阿列省，东南接索恩-卢瓦尔省，东临科多尔省。
与莫拉什接壤的市镇（或旧市镇、城区）包括：阿南、伯夫龙河畔布里农、热尔默奈、格勒努瓦、埃里、博略。

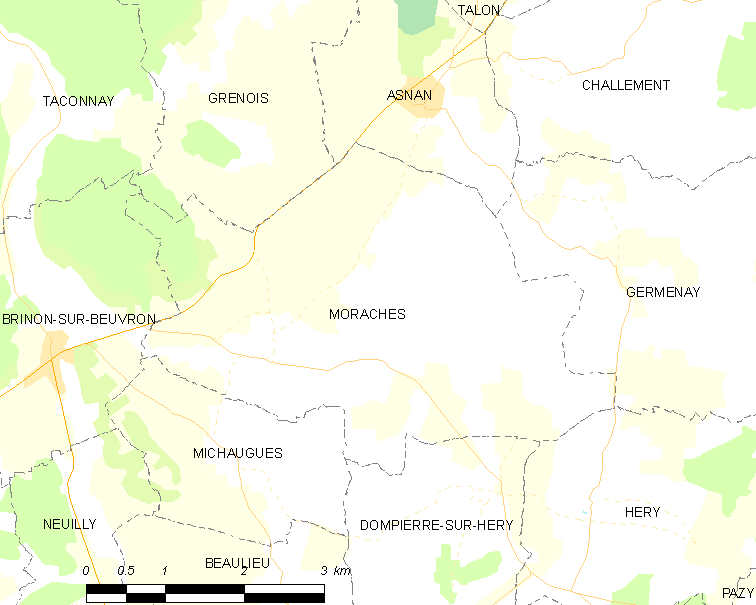
莫拉什的OSM定位图

莫拉什的时区为UTC+01:00、UTC+02:00（夏令时）。

## 行政
莫拉什的邮政编码为58420，INSEE市镇编码为58181。

## 政治
莫拉什所属的省级选区为科尔比尼县。

## 人口

1962-2008年间莫拉什人口变化图示

莫拉什于2022年1月1日时的人口数量为130人。